# Gli anni spezzati (miniserie televisiva)
Gli anni spezzati è una miniserie televisiva italiana composta da tre episodi divisi in sei puntate, e diretta da Graziano Diana.
La serie fu trasmessa in prima visione su Rai 1 nel 2014.

## Trama
La miniserie racconta alcuni eventi che caratterizzarono una pagina storica italiana degli anni settanta denominata "anni di piombo", funestata, appunto, da molti episodi di terrorismo armato e, in particolare, presso quel che fu chiamato il "triangolo industriale" del nord-ovest-Italia "Torino-Milano-Genova".
- il primo episodio, dal titolo Il commissario, è incentrato sulla vita del commissario di polizia Luigi Calabresi, che fu realmente assassinato a Milano il 17 maggio 1972.
- il secondo episodio, dal titolo Il giudice, è incentrato sulla vita del magistrato Mario Sossi, il giudice che fu sequestrato a Genova dalle Brigate Rosse il 18 aprile 1974.
- il terzo episodio, dal titolo L'ingegnere, è incentrato sulla vita di Giorgio Venuti, un ipotetico ingegnere della fabbrica Fiat Mirafiori di Torino che vive il dramma delle lotte sindacali della fine di quel decennio, e subisce l'irruzione alla Scuola di Amministrazione Aziendale, fatto che avvenne realmente l'11 dicembre 1979.

## Interpreti e personaggi

### Il commissario
- Emilio Solfrizzi: Luigi Calabresi
- Emanuele Bosi: Claudio Boccia
- Luisa Ranieri: Gemma Capra
- Paolo Calabresi: Giuseppe Pinelli
- Ninni Bruschetta: Antonino Allegra
- Thomas Trabacchi: maresciallo Bianchini
- Stella Egitto: Jenny
- Antonio Folletto: Antonio Annarumma

### Il giudice
- Alessandro Preziosi: Mario Sossi
- Ennio Fantastichini: Francesco Coco
- Aleksandar Filimonović: Prospero Gallinari
- Stefania Rocca: Grazia Sossi
- Alessio Vassallo: Roberto Nigro
- Anna Safroncik: Claudia Maestrali
- Giovanni Calcagno: Alberto Franceschini
- Simone Gandolfo: Gianluca Farina
- Linda Messerklinger: Mara Cagol

### L'ingegnere
- Giulia Michelini: Valeria Venuti
- Alessio Boni: Giorgio Venuti
- Arianna Jacchia: Silvia Venuti
- Paola Pitagora: Nonna Assunta
- Christiane Filangieri: Clara Costi
- Enzo Decaro: Walter Grimaldi
- Alberto Molinari: Luigi Arisio
- Carmine Recano: Luca Varesi
- Pierluigi Misasi: commissario Borghesan
- Flavio Pistilli: Gianni Panara
- Eleonora Sergio: Gianna
- Carlo Fabiano: Tommaso

## Puntate
| Puntata | Titolo         | Prima TV        | Telespettatori | Share  |
| ------- | -------------- | --------------- | -------------- | ------ |
| 1       | Il commissario | 7 gennaio 2014  | 5.141.000      | 18.66% |
| 2       | Il commissario | 8 gennaio 2014  | 4.629.000      | 17.14% |
| 3       | Il giudice     | 13 gennaio 2014 | 4.123.000      | 14.66% |
| 4       | Il giudice     | 14 gennaio 2014 | 4.329.000      | 15.40% |
| 5       | L'ingegnere    | 27 gennaio 2014 | 4.345.000      | 15.58% |
| 6       | L'ingegnere    | 28 gennaio 2014 | 4.026.000      | 14.82% |